# Lothar Friedrich von Metternich-Burscheid

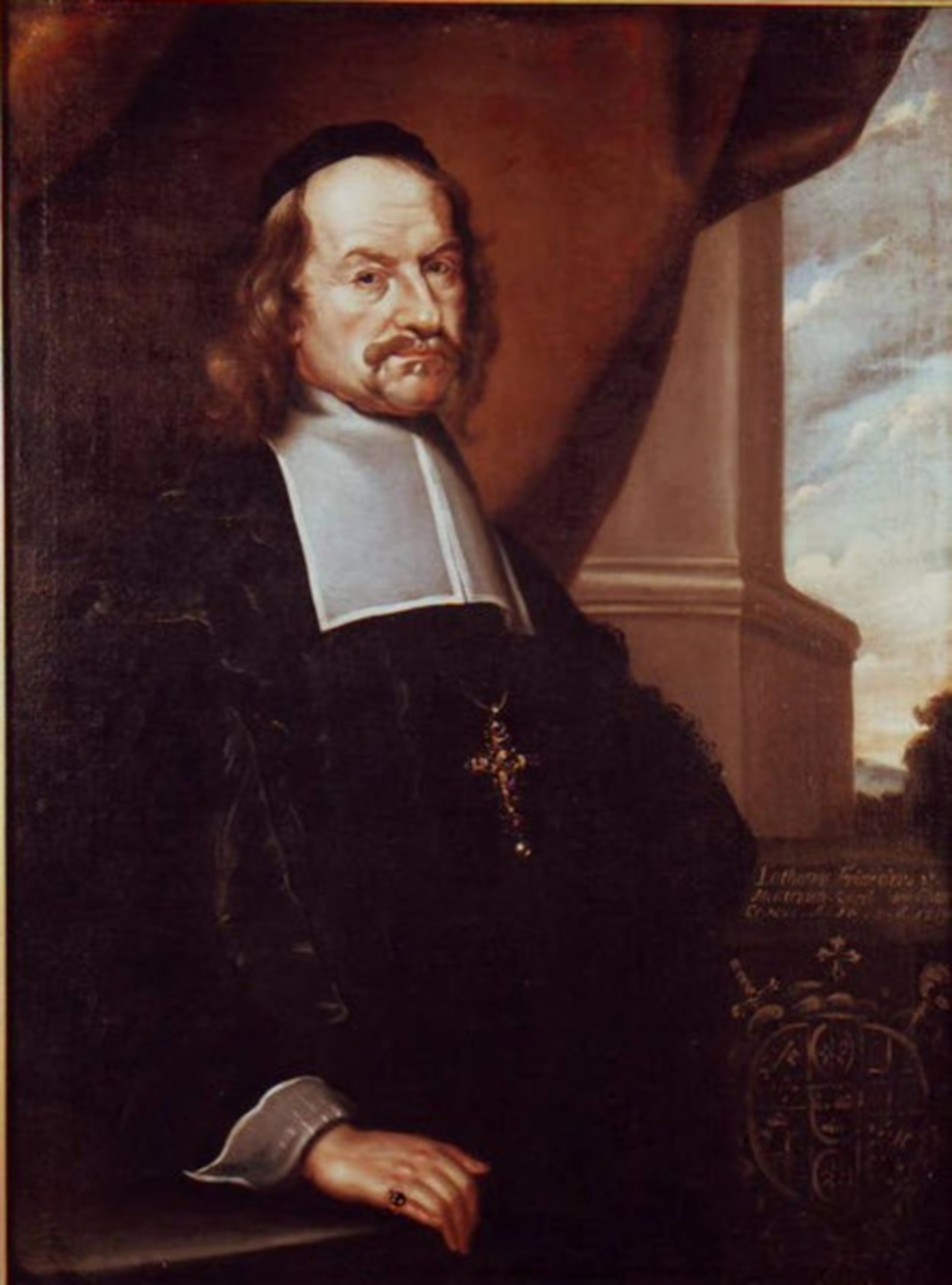
Lothar Friedrich von Metternich-Burscheid

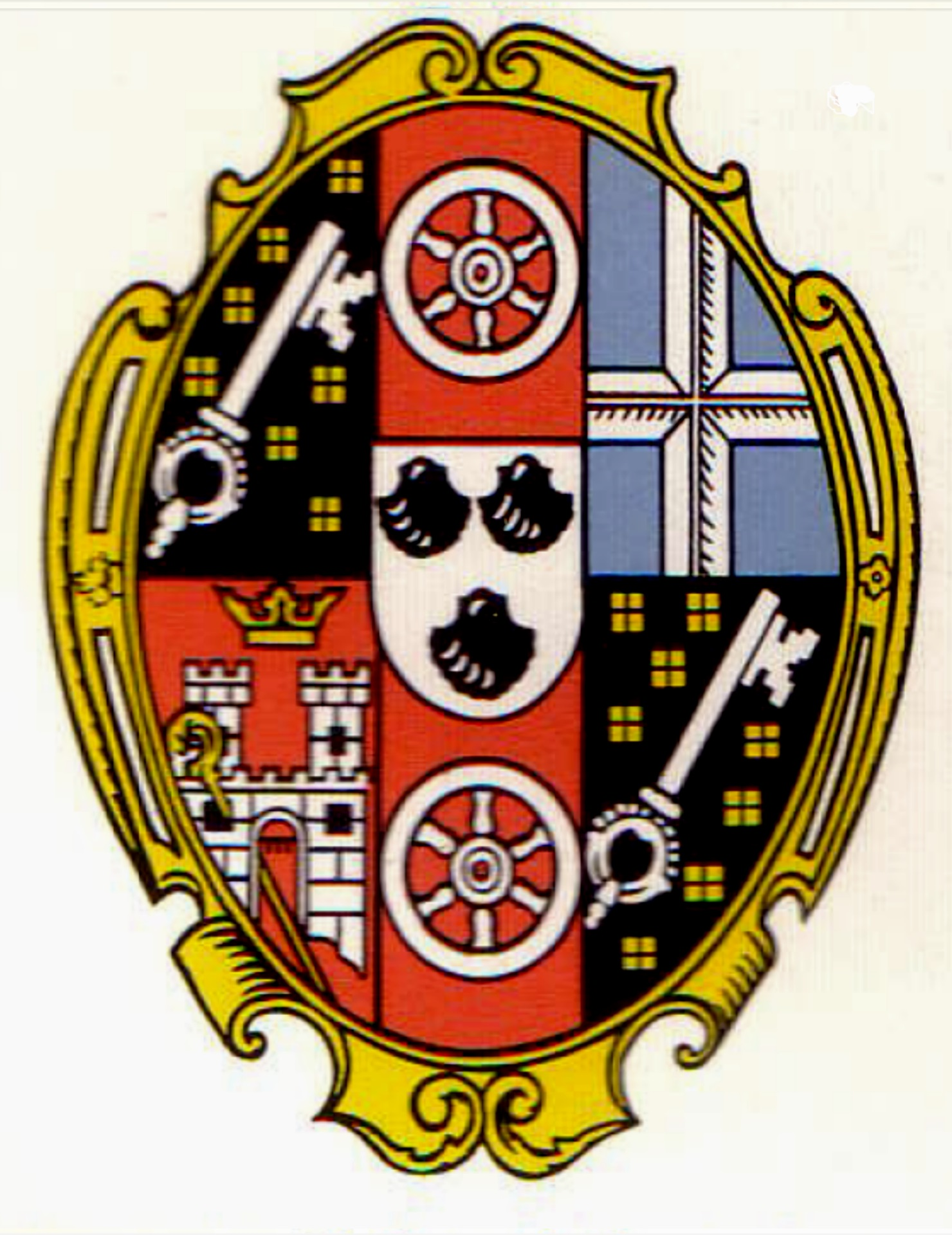
Wappen ab 1673

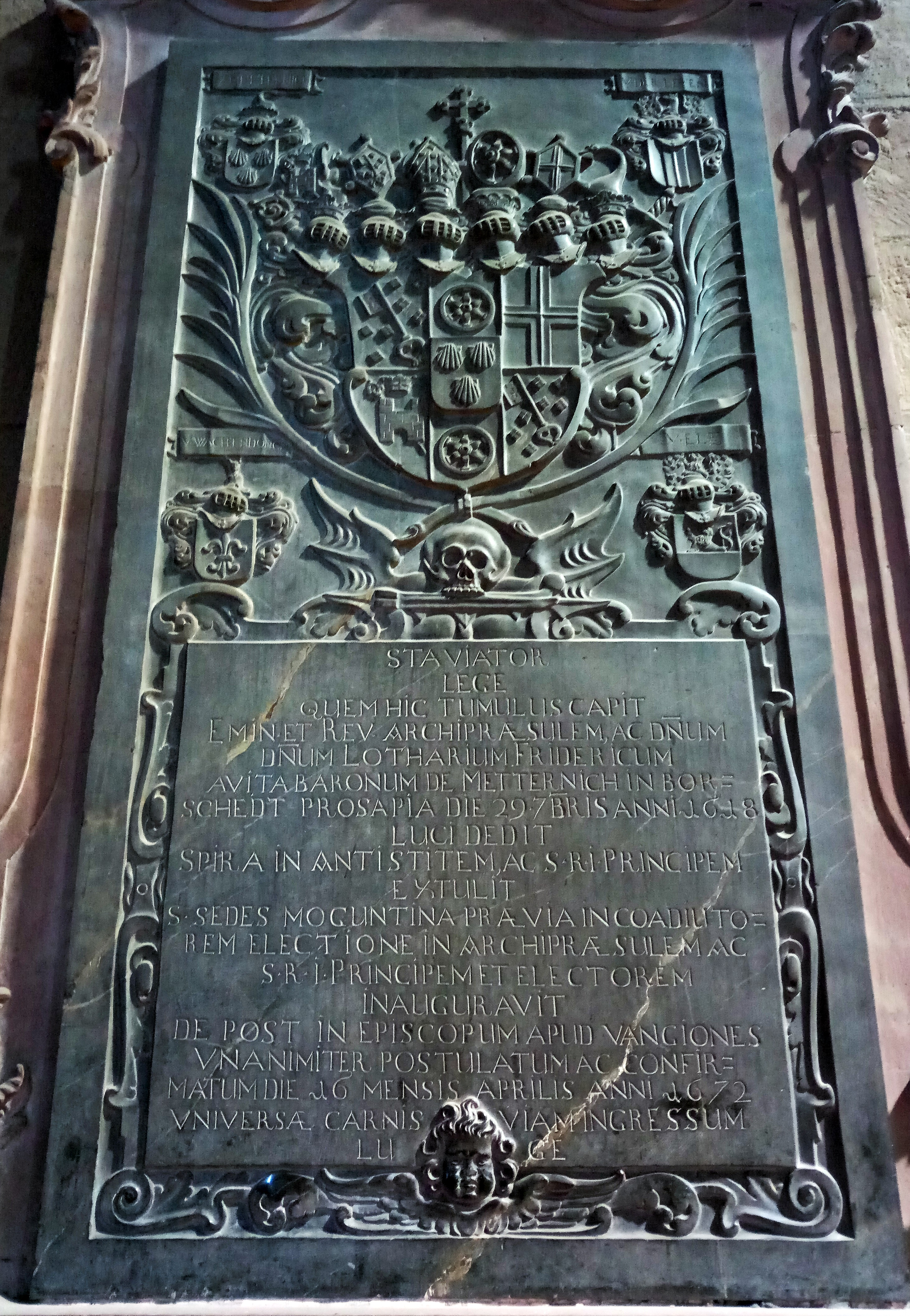
Epitaph im Mainzer Dom

Lothar Friedrich von Metternich-Burscheid (* 29. September 1617 auf Burg Bourscheid, Luxemburg; † 3. Juni 1675 in Mainz) war von 1652 bis 1675 Bischof von Speyer, 1673 bis 1675 auch Erzbischof und Kurfürst von Mainz und Bischof von Worms.

## Biographie
Lothar Friedrich stammte aus der Familie von Metternich. Sein Vater, Gerhard von Metternich, war Herr zu Burscheid und Esch. Schon im Alter von acht Jahren wurde Lothar Friedrich im Jahre 1625 Domizellar in Trier. Am Gymnasium der Jesuiten in Pont-à-Mousson erhielt er theoretische Grundkenntnisse. Von dort kehrte er 1635 nach Trier zurück, nachdem er 1631 auch in Speyer Domizellar geworden war. In Trier studierte er von 1635 bis 1636 und setzte danach seine Studien in Pont-à-Mousson fort. Nachdem er 1639 auch in Mainz Domizellar geworden war, ließ er sich 1640 zum Diakon weihen.
Am 11. April 1652 wurde Lothar Friedrich von Metternich-Burscheid im Alter von 35 Jahren zum Bischof von Speyer – und damit auch zum Propst des Klosters Weißenburg – gewählt. Seine Wahl war das Ergebnis eines „scrutinium mixtum cum compromisso“. Mit der Bestätigung der Wahl nahm der Papst dem neuen Bischof die Verpflichtung ab, den Speyerer Dom zu renovieren. Ebenso war ihm aufgetragen, ein Priesterseminar zu errichten und der Mildtätigkeit verpflichtete Einrichtungen zu schaffen. Das Bistum Speyer war stark durch die Nachwirkungen der Reformation und des Dreißigjährigen Krieges (1618–1648) in Mitleidenschaft gezogen.
Am 15. Dezember 1670 wählte das Mainzer Metropolitankapitel Lothar Friedrich zum Koadjutor des Mainzer Erzbischofs Johann Philipp von Schönborn. Der Koadjutor wurde üblicherweise der Nachfolger des Bischofs. Erzbischof Schönborn hatte von Metternich-Burscheid schon einige Jahre zuvor für dieses Amt vorgesehen. Doch führten Unstimmigkeiten zwischen beiden dazu, dass Schönborn seinen Neffen, Lothar Franz von Schönborn, an seiner Seite haben wollte. Es zeigte sich aber bald, dass dieser keine Aussichten hatte, gewählt zu werden. So kam von Schönborn doch wieder auf Lothar Friedrich zurück.
Zwei Jahre später wurde Lothar Friedrich zum Dompropst in Mainz gewählt. Am 16. April des gleichen Jahres ernannte ihn das Wormser Domkapitel zum Koadjutor des Wormser Bischofs. Während die Bestätigung der Römischen Kurie für Mainz erst nach Klärung einiger Einwände erfolgte, ließ die Bestätigung für Worms nicht lange auf sich warten. Nach dem Tode Erzbischofs Johann Philipps im Jahre 1673 trat Lothar Friedrich dessen Nachfolge in Mainz an. In Worms amtierte der Domkapitular Philipp von Wrede zu Amecke († 1677) als sein Administrator. Lothar Friedrich starb bereits am 3. Juni 1675. Sein Leichnam wurde im Mainzer Dom bestattet, während sein Herz im Dom zu Speyer beigesetzt wurde. Seine kurze Amtszeit als Erzbischof war durch die Auswirkungen des Holländischen Krieges überschattet.
Der Weisung des Papstes, den Speyerer Dom zu renovieren, konnte Lothar Friedrich kaum nachkommen, weil die erforderlichen finanziellen Mittel fehlten und nicht aufgebracht werden konnten. Auch seine Versuche, die sittliche und religiöse Einstellung des Klerus zu festigen, schlugen weitgehend fehl. Die Misserfolge, die er zu verzeichnen hatte, wurden nach Meinung von Kirchenforschern vor allem durch seine Widersacher bewirkt, gegen die er sich nicht durchsetzen konnte.
Zu seinem Weihbischof in Speyer und Erfurt bestimmte er 1673 Johann Brassart, dem er 1674 auch selbst die Weihe erteilte.

## Wappen
Das fürstbischöfliche Wappen im Bild zeigt ein mehrfach geteiltes Wappen mit einem angedeuteten Herzschild für das Familienwappen (in Silber drei, 2 und 1, Kammmuscheln) in der Mitte. Die jeweils gegenüberliegenden Felder stehen für das Bistum Trier, Mainz und Speyer, wobei dem Wappen von Speyer das Wappen der damit verbundenen Fürstpropstei Weißenburg gegenübersteht.